# Coursera
A Coursera egy oktató technológiai cég, amely tömeges, nyílt online kurzusokat ajánl. Alapítói Andrew Ng és Daphne Koller, a Stanford egyetem számítástudomány professzorai. A Coursera együttműködik egyetemekkel, hogy azok egyes kurzusait online elérhetővé tegye a mérnöki tudomány, bölcsészet, orvostudomány, biológia, társadalomtudomány, matematika, gazdaságtudomány, számítástudomány és egyéb területekről.

## Kurzusok
A Coursera nevezetesen diplomakurzusokat kínál az egyetemekkel együttműködve. A platform például a HEC Paris partnere az Executive Master innovációs és vállalkozói tevékenységében. 100%-ban online, ennek a programnak az a célja, hogy 18 hónap alatt képezzen ki e két területre szakosodott felsővezetőket. 2017 márciusában nyitották meg.

## Partnerek
A Coursera 2012-ben a Stanford, a Princeton, Michigani és a Pennsylvaniai Egyetemmel indult, 12 új partner csatlakozott júliusban, majd 17 újabb szeptemberben. 2013 februárjában a cég 29 új partnert jelentett be.

## Fordítás
Ez a szócikk részben vagy egészben  a   Coursera című angol Wikipédia-szócikk fordításán alapul.  Az eredeti cikk szerkesztőit annak laptörténete sorolja fel. Ez a jelzés csupán a megfogalmazás eredetét és a szerzői jogokat jelzi, nem szolgál a cikkben szereplő információk forrásmegjelöléseként.